# Международный день вдов
Международный день вдов (англ. International Widows Day) — ратифицированный Организацией Объединенных Наций(ООН) день борьбы с нищетой и несправедливостью, с которыми сталкиваются миллионы вдов и иждивенцев во многих странах мира. Был учрежден Фондом Лумба для повышения осведомленности о проблемах вдовства.
По оценкам книги «Невидимые, забытые страдальцы: бедственное положение вдов во всем мире», в мире на 2010 год насчитывалось 245 миллионов вдов, 115 миллионов из которых живут за чертой бедности. 22 июня 2010 г. это исследование было представлено Генеральному секретарю ООН Пан Ги Муну в рамках информационной кампании Фонда Лумба.
Первый Международный день вдов был проведён в 2005 году.

## Признание Организацией Объединённых Наций
21 декабря 2010 года Генеральная Ассамблея Организации Объединенных Наций официально провозгласила 23 июня Международным днём вдов, единогласно поддержав предложение, внесенное президентом Габона Али Бонго Ондимбой . Наряду с официальным признанием, ООН призвала государства-члены, а также другие международные и региональные организации уделять особое внимание положению вдов и их детей.